# Masfout
Pour les articles homonymes, voir Manama (homonymie).
Masfout est une ville de l'émirat d'Ajman au nord des Émirats arabes unis. Située à 95 kilomètres au sud-est de la ville d'Ajman, la capitale de l'émirat, elle est enclavée entre les émirats de Ras el Khaïmah au nord, et d'Abou Dabi (enclave de Hatta) à l'est, ainsi qu'avec sultanat d'Oman au sud et à l'ouest.